# Кубок Італії з футболу 1961—1962
Кубок Італії з футболу 1961—1962 — 15-й розіграш Кубка Італії з футболу. У турнірі взяли участь 38 італійських клубів. Титул володаря кубка Італії вперше здобув «Наполі», який на момент проведення турніру виступав у Серії B, другій за силою в Італії.

## Календар
| Раунд               | Дата                      | Матчі | Клуби   |
| ------------------- | ------------------------- | ----- | ------- |
| Перший раунд        | 27 серпня 1961            | 10    | 38 → 28 |
| Другий раунд        | 15 жовтня 1961            | 12    | 28 → 16 |
| 1/8 фіналу          | 25 квітня 1962            | 8     | 16 → 8  |
| 1/4 фіналу          | 30 квітня - 1 травня 1962 | 4     | 8 → 4   |
| 1/2 фіналу          | 31 травня 1962            | 2     | 4 → 2   |
| Матч за третє місце | 21 червня 1962            | 1     |         |
| Фінал               | 21 червня 1962            | 1     | 2 → 1   |

## Перший раунд
| Команда 1          | Рахунок      | Команда 2                  |
| ------------------ | ------------ | -------------------------- |
| 27 серпня 1961     |              |                            |
| Брешія (2)         | 3:1          | Комо (2)                   |
| Верона (2)         | 2:0          | Аурора Про Патрія 1919 (2) |
| Лаціо (2)          | 3:1          | Дженоа (2)                 |
| Мессіна (2)        | 2:1          | Козенца (2)                |
| Модена (2)         | 2:1          | Реджана (2)                |
| Наполі (2)         | 1:1 пен. 7:6 | Алессандрія (2)            |
| Парма (2)          | 0:1 дч       | Новара (2)                 |
| Прато (2)          | 1:0          | Луккезе (2)                |
| Самбенедеттезе (2) | 1:1 пен. 4:5 | Катандзаро (2)             |
| Монца (2)          | 0:3          | Барі (2)                   |

## Другий раунд
| Команда 1      | Рахунок      | Команда 2      |
| -------------- | ------------ | -------------- |
| 15 жовтня 1961 |              |                |
| Мілан          | 0:1          | Модена (2)     |
| Болонья        | 1:1 пен. 7:8 | Катандзаро (2) |
| Катанія        | 1:0          | Мессіна (2)    |
| Фіорентіна     | 2:0          | Аталанта       |
| Верона (2)     | 2:2 пен. 7:8 | СПАЛ           |
| Лаціо (2)      | 1:0          | Палермо        |
| Лекко          | 3:2 дч       | Барі (2)       |
| Мантова        | 1:0          | Венеція        |
| Наполі (2)     | 0:0 пен. 7:6 | Сампдорія      |
| Новара (2)     | 2:0          | Удінезе        |
| Падова         | 0:2          | Брешія (2)     |
| Прато (2)      | 2:3          | Ювентус        |

## 1/8 фіналу
| Команда 1      | Рахунок      | Команда 2  |
| -------------- | ------------ | ---------- |
| 25 квітня 1962 |              |            |
| Брешія (2)     | 0:1          | Ювентус    |
| Катандзаро (2) | 1:0 дч       | Катанія    |
| Інтернаціонале | 1:2 дч       | Новара (2) |
| Віченца        | 1:2          | СПАЛ       |
| Лекко          | 4:1          | Модена (2) |
| Мантова        | 4:1          | Фіорентіна |
| Рома           | 0:0 пен. 6:4 | Лаціо (2)  |
| Торіно         | 0:2          | Наполі (2) |

## 1/4 фіналу
| Команда 1      | Рахунок | Команда 2      |
| -------------- | ------- | -------------- |
| 30 квітня 1962 |         |                |
| Ювентус        | 3:0     | Лекко          |
| 1 травня 1962  |         |                |
| Мантова        | 3:0     | Катандзаро (2) |
| Рома           | 0:1     | Наполі (2)     |
| СПАЛ           | 3:1     | Новара (2)     |

## 1/2 фіналу
| Команда 1      | Рахунок | Команда 2 |
| -------------- | ------- | --------- |
| 31 травня 1962 |         |           |
| Наполі (2)     | 2:1     | Мантова   |
| СПАЛ           | 4:1     | Ювентус   |

## Матч за третє місце
| Команда 1      | Рахунок | Команда 2 |
| -------------- | ------- | --------- |
| 21 червня 1962 |         |           |
| Мантова        | 1:0     | Ювентус   |

## Фінал
| 21 червня 1962 |

| Наполі (2)             | 2:1 | СПАЛ       |
| ---------------------- | --- | ---------- |
| Кореллі 12' Ронцон 78' |     | Мікелі 16' |

| «Олімпійський стадіон», Рим Арбітр: П'єтро Бонетто |